# Fisiologia
La fisiologia (del grec antic φύσις (physis), que significa 'naturalesa, origen', i -λογία (-logia), que significa 'estudi de') és la ciència que estudia els processos físics i químics dels éssers vius, amb l'objectiu de conèixer els fonaments materials de les funcions biològiques (nutrició, relació, reproducció).
Històricament, la fisiologia és un dels fonaments sobre els quals s'han construït totes les ciències biològiques i mèdiques. En les últimes dècades hi ha hagut intensos debats sobre la vitalitat de la fisiologia com a disciplina i hi ha qui és pregunta si està viva o morta. Si la fisiologia és potser menys visible avui en dia que durant l'edat d'or del segle xix, és en gran part perquè el camp ha donat lloc a alguns dels dominis més actius de les ciències biològiques i mèdiques actuals, com la neurociència, l'endocrinologia i la immunologia. A més, la fisiologia encara és vista com una disciplina integradora, que pot agrupar-se en un marc coherent de dades provinents de diversos dominis diferents.
Com una branca de la biologia, l'enfocament de la fisiologia està en com els organismes, sistemes d'òrgans, òrgans, cèl·lules i biomolècules duen a terme les funcions químiques i físiques que es donen en un sistema viu. És fonamental per a comprendre el funcionament fisiològic la investigació dels fenòmens biofísics i bioquímics fonamentals, els mecanismes coordinats de control homeostàtic i la comunicació cel·lular.
L'«estat fisiològic» és la condició que es produeix a partir de la funció normal del cos, mentre que l'«estat patològic» se centra en les anomalies que es produeixen en les malalties animals, inclosos els humans.
El Premi Nobel de Medicina o Fisiologia s'atorga per la Reial Acadèmia de Ciències de Suècia a aquells que arriben èxits significatius en aquesta disciplina.
Segons el tipus d'organismes investigats, el camp es pot dividir en fisiologia animal (inclosa la dels humans), fisiologia vegetal, fisiologia cel·lular i fisiologia microbiana.

## Fonaments de la fisiologia

### Animals
La fisiologia animal estudia els processos mecànics, físics i bioquímics dels organismes vius intentant comprendre com funcionen totes les estructures en conjunt. El camp de la fisiologia animal estén les eines i mètodes de la fisiologia humana a espècies no humanes. La fisiologia estudia com, per exemple, els sistemes nerviós, immunitari, endocrí, respiratori o el circulatori funcionen i interaccionen entre ells.

#### Humans
La fisiologia humana busca comprendre els mecanismes que funcionen per mantenir viu i en funcionament el cos humà a través de la investigació científica sobre la naturalesa de les funcions mecàniques, físiques i bioquímiques dels éssers humans, els seus òrgans i les cèl·lules de les que estan compostos. El nivell principal d'enfocament de la fisiologia està en el nivell dels òrgans i sistemes dins dels sistemes. Els sistemes endocrí i nerviós exerceixen papers importants en la recepció i transmissió de senyals que integren la funció en els animals. L'homeòstasi és un aspecte important pel que fa a aquestes interaccions tant en les plantes com en els animals. La base biològica de l'estudi de la fisiologia, la integració es refereix a la superposició de moltes funcions dels sistemes del cos humà, així com la seva forma acompanyada. S'aconsegueix a través de la comunicació que es produeix de diverses maneres, tant elèctriques com químiques.
Els canvis en la fisiologia poden afectar les funcions mentals dels individus. Exemples d'això serien els efectes de certs medicaments o nivells tòxics de substàncies. El canvi en el comportament com a resultat d'aquestes substàncies s'usa sovint per avaluar la salut de les persones.
Gran part de la base del coneixement en fisiologia humana va ser proporcionada per l'experimentació animal. A causa de la connexió freqüent entre forma i funció, la fisiologia i l'anatomia estan intrínsecament vinculades i s'estudien conjuntament com a part d'un pla d'estudis mèdic.

### Plantes
La fisiologia vegetal és una subdisciplina de la botànica relacionada amb el funcionament de les plantes. Els camps estretament relacionats inclouen morfologia vegetal, ecologia vegetal, fitoquímica, biologia cel·lular, genètica, biofísica i biologia molecular. Els processos fonamentals de la fisiologia de les plantes inclouen la fotosíntesi, la respiració, la nutrició de les plantes, els tropismes, els moviments nastics, el fotoperiodisme, la fotomorfogènesi, els ritmes circadiaris, la germinació de les llavors, la latència i la funció i transpiració dels estomes. L'absorció d'aigua per les arrels, la producció d'aliments en les fulles i el creixement dels brots cap a la llum són exemples de la fisiologia de les plantes.

### Cèl·lules
Encara que hi ha diferències entre les cèl·lules animals, vegetals i microbianes, les funcions fisiològiques bàsiques de les cèl·lules es poden dividir en processos de divisió cel·lular, senyalització cel·lular, creixement cel·lular i metabolisme cel·lular.

### Microorganismes
Els microorganismes es poden trobar a gairebé tot arreu de la Terra. Inclouen organismes procariotes (arqueus i bacteris) i organismes eucariotes (protists, fongs i plantes). Els microbis són importants en la cultura i la salut humanes de moltes maneres, serveixen per fermentar aliments, tractar aigües residuals, produir combustibles, enzims i altres compostos bioactius. Són eines essencials en biologia com a organismes model i s'han utilitzat en la guerra biològica i el bioterrorisme. Són un component vital dels sòls fèrtils. En el cos humà, els microorganismes formen la microbiota humana, inclosa la microbiota intestinal essencial. Són els patògens responsables de moltes malalties infeccioses i, com a tals, són l'objectiu de les mesures d'higiene. La majoria de microorganismes poden reproduir-se ràpidament, i els bacteris també poden intercanviar lliurement gens a través de la conjugació, la transformació i la transducció, fins i tot entre espècies àmpliament divergents.

### Virus
Un virus és un agent infecciós submicroscòpic que és incapaç de créixer o reproduir-se si no és dins una cèl·lula hoste. Els virus infecten tots els tipus de vida cel·lular i això fa que l'estudi dels virus a nivell fisiològic sigui important.

## Subdisciplines
Hi ha moltes maneres de categoritzar les subdisciplines de la fisiologia. Si es consideren els taxons estudiats pot ser fisiologia humana, fisiologia animal, fisiologia vegetal, fisiologia microbiana o fisiologia vírica. Segons el nivell d'organització pot ser fisiologia cel·lular, fisiologia molecular, fisiologia de sistemes, fisiologia dels organismes, ecofisiologia o fisiologia integrativa. Si es basa en el procés que causa la variació fisiològica pot ser fisiologia del desenvolupament, fisiologia ambiental o fisiologia evolutiva. Pot basar-se també en els objectius finals de la investigació i ser fisiologia aplicada (per exemple, fisiologia mèdica) o no aplicada (per exemple, fisiologia comparativa).

## Història

### L'era clàssica
L'estudi de la fisiologia humana com camp mèdic s'origina a la Grècia clàssica, en l'època de Hipòcrates (finals del segle V aC). Fora de la tradició occidental, les formes primerenques de fisiologia o anatomia poden reconstruir-se com si estiguessin presents gairebé al mateix temps a la Xina, l'Índia i altres llocs. Hipòcrates va incorporar el seu sistema de creences anomenat teoria dels humors, que consistia en quatre substàncies bàsiques: terra, aigua, aire i foc. Cada substància és coneguda per tenir un humor corresponent: bilis negra, flegma, sang i bilis groga, respectivament. Hipòcrates també va notar algunes connexions emocionals amb els quatre humors, que Claudio Galeno posteriorment expandiria. El pensament crític d'Aristòtil i la seva èmfasi en la relació entre estructura i funció van marcar el començament de la fisiologia a l'antiga Grècia. Igual que Hipòcrates, Aristòtil va adoptar la teoria humoral de la malaltia, que també consistia en quatre qualitats principals a la vida: calenta, freda, humida i seca. Claudio Galeno (c. ~ 130-200 dC), conegut com a Galè de Pèrgam, va ser el primer a usar experiments per investigar les funcions del cos. A diferència d'Hipòcrates, Galè va argumentar que els desequilibris humorals poden localitzar-se en òrgans específics, inclòs tot el cos. La seva modificació d'aquesta teoria va equipar millor als metges per realitzar diagnòstics més precisos. Galeno també va fer cas omís de la idea d'Hipòcrates que les emocions també estaven lligades als humors, i va afegir la noció de temperaments: la sang es correspon amb la sang; flegmàtic està lligat a la flegma; La bilis groga està connectada al colèric; I la bilis negra es correspon amb la malenconia. Galeno també va veure que el cos humà consta de tres sistemes connectats: el cervell i els nervis, que són responsables dels pensaments i les sensacions; El cor i les artèries, que donen vida; i el fetge i les venes, que poden atribuir-se a la nutrició i el creixement. Galè va ser també el fundador de la fisiologia experimental. I durant els següents 1,400 anys, la fisiologia galènica va ser una eina poderosa i influent en la medicina.

### Període modern inicialque es això
Jean Fernel (1497-1558), un metge francès, va introduir el terme "fisiologia". Se'ls reconeix a Galè, Ibn an-Nafís, Miquel Servetus Conesa, Mateu Realdo Colombo, Amato Lusitano i William Harvey com els descobridors del mecanisme de la circulació de la sang. Santorio Santorio, l'any 1610 va ser el primer a usar un dispositiu per mesurar la freqüència del pols (el pulsilogium) i un termòmetre per mesurar la temperatura.
L'any 1791, Luigi Galvani va descriure el paper de l'electricitat en els nervis de les granotes dissecades. El 1811, Julien Jean César Legallois va estudiar la respiració en la dissecció d'animals i les lesions i va trobar el centre de la respiració en la medul·la oblonga. El mateix any, Charles Bell va acabar el treball sobre el que després es coneixeria com la llei de Bell-Magendie, que va comparar les diferències funcionals entre les arrels dorsal i ventral de la medul·la espinal. L'any 1824, François Magendie va descriure les arrels sensorials i va produir la primera evidència del paper del cerebel en l'equilibri per completar la llei de Bell-Magendie.
A la dècada de 1820, el fisiòleg francès Henri Milne-Edwards va introduir la noció de divisió fisiològica del treball, que permetia "comparar i estudiar els éssers vius com si fossin màquines creades per la indústria de l'home". Inspirat en l'obra de Adam Smith, Milne-Edwards va escriure que "el cos de tots els éssers vius, ja sigui animal o vegetal, s'assembla a una fàbrica ... on els òrgans, comparables als treballadors, treballen incessantment per produir els fenòmens que constitueixen la vida de l'individu. " En organismes més diferenciats, el treball funcional podria repartir-se entre diferents instruments o sistemes (anomenats per ell com appareils).
L'any 1858, Joseph Lister va estudiar la causa de la coagulació de la sang i la inflamació que es produeix després de lesions prèvies i ferides quirúrgiques. Més tard va descobrir i va implementar antisèptics a la sala d'operacions i, com a resultat, va disminuir la taxa de mortalitat per cirurgia en una quantitat substancial.
La Societat fisiològica es va fundar a Londres el 1876 com un club gastronòmic. la Societat Americana de Fisiologia és una organització sense ànim de lucre fundada el 1887. la societat està "dedicada a fomentar l'educació, la investigació científica i la difusió d'informació en les ciències fisiològiques ".

L'any 1891, Ivan Pàvlov va realitzar una investigació sobre " respostes condicionals" que involucraven la producció de saliva dels gossos en resposta a una campana i estímuls visuals.
Al segle xix, el coneixement fisiològic va començar a acumular-se a un ritme accelerat, en particular amb l'aparició el 1838 de la teoria cel·lular de Matthias Schleiden i Theodor Schwann. Va afirmar radicalment que els organismes estan formats per unitats anomenades cèl·lules. Els descobriments addicionals de Claude Bernard (1813-1878) van portar finalment al seu concepte de milieu interieur (ambient intern), que més tard seria reprès i defensat com " homeòstasi" pel fisiòleg nord-americà Walter B. Cannon el 1929. Per homeòstasi, Cannon el definia com " el manteniment d'estats estables en el cos i els processos fisiològics a través dels quals són regulats ". En altres paraules, la capacitat del cos per regular el seu entorn intern. William Beaumont va ser el primer nord-americà a utilitzar l'aplicació pràctica de la fisiologia.
Els fisiòlegs del segle xix, com Michael Foster, Max Verworn i Alfred Binet, basats en les idees de Haeckel, van elaborar el que va arribar a dir-se "fisiologia general ", una ciència unificada de la vida basada en les accions de les cèl·lules, que més tard va passar a anomenar-se Biologia cel·lular en el segle xx.

### Període modern tardà
Al segle xx, els biòlegs es van interessar en com funcionen els diferents organismes diferents dels éssers humans, el que finalment va engendrar els camps de la fisiologia comparada i l'ecofisiologia. Les principals figures en aquests camps inclouen a Knut Schmidt-Nielsen i George Bartholomew. Més recentment, la fisiologia evolutiva s'ha convertit en una subdisciplina diferent.
El 1920, August Krogh va guanyar el Premi Nobel per descobrir com es regula el flux sanguini en els capil·lars.
El 1954, Andrew Huxley i Hugh Huxley, juntament amb el seu equip d'investigació, van descobrir els filaments lliscants en el múscul esquelètic, conegut avui dia com la teoria dels filaments lliscants.

## Fisiòlegs notables

### Les dones a la fisiologia
Inicialment, les dones van ser excloses en gran manera de la participació oficial en qualsevol societat fisiològica. La Societat Fisiològica Americana, per exemple, va ser fundada el 1887 i incloïa només a homes a les seves files. El 1902, aquesta mateixa societat, va triar a Ida Hyde com la primera dona membre de la societat. Hyde, representant de l'Associació Americana de Dones Universitàries i una defensora mundial de la igualtat de gènere en l'educació, va intentar promoure la igualtat de gènere en tots els aspectes de la ciència i la medicina.
Poc després, el 1913, J.S. Haldane va proposar que les dones puguin unir-se formalment a la Societat Fisiològica, que havia estat fundada el 1876. El 3 de juliol de 1915, sis dones van ser admeses oficialment: Florence Buchanan, Winifred Cullis, Ruth C. Skelton, Sarah CM Sowton, Constance Leetham Terry, i Enid M. Tribu. El centenari de l'elecció de dones es va celebrar el 2015 amb la publicació del llibre "dones fisiòlegues: celebracions del centenari i més enllà de la Societat Fisiològica". ISBN 978-0-9933410-0-7
Fisiólogues prominents són:
- Gerty Cori, juntament amb el seu espòs Carl Cori, va rebre el Premi Nobel de Fisiologia o Medicina l'any 1947 pel seu descobriment de la forma de glucosa que conté fosfat, coneguda com a glucogen, així com la seva funció dins dels mecanismes metabòlics eucariòtics per a la producció d'energia. A més, van descobrir el cicle de Cori, també conegut com a cicle de l'àcid làctic, que descriu com el teixit muscular converteix el glucogen en àcid làctic a través de la fermentació làctica.
- Barbara McClintock va ser recompensada amb el Premi Nobel de Fisiologia o Medicina de 1983 pel descobriment de la transferència genètica horitzontal.
- Gertrude Elion, juntament amb George Hitchings i Sir James Black, van rebre el Premi Nobel de Fisiologia o Medicina del 1988 pel seu desenvolupament de fàrmacs emprats en el tractament de diverses malalties importants, com leucèmia, alguns trastorns autoimmunes, gota, malària i virus. herpes.
- Linda B. Buck, juntament amb Richard Axel, va rebre el Premi Nobel de Fisiologia o Medicina del 2004 pel seu descobriment dels receptors olfactius i la complexa organització del sistema olfactiu.
- Françoise Barré-Sinoussi, juntament amb Luc Montagnier, va rebre el Premi Nobel de Fisiologia o Medicina del 2008 pel seu treball en la identificació del virus d'immunodeficiència humana (VIH), la causa de la Síndrome d'Immunodeficiència adquirida (SIDA).
- Elizabeth Blackburn, juntament amb Carol W. Greider i Jack W. Szostak, va rebre el Premi Nobel de Fisiologia o Medicina del 2009 pel descobriment de la composició genètica i la funció dels telòmers i l'enzim anomenada telomerasa.